# ماریو مونتسانتو

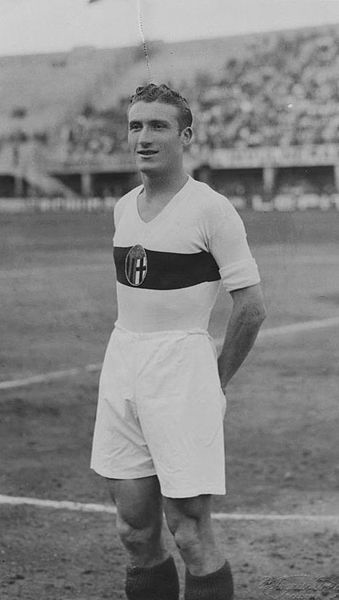
ماریو مونتسانتو

ماریو مونتسانتو (به ایتالیایی: Mario Montesanto) بازیکن فوتبال و اهل ایتالیا است که از سال ۱۹۳۴ میلادی عضو تیم ملی فوتبال ایتالیا بوده و در ۳ بازی ملی حضور داشته‌است. او در بازی‌های ملی‌اش گلی به ثمر نرساند.
ماریو مونتسانتو آخرین بازی ملی خود را در سال ۱۹۳۶ میلادی انجام داد.